# New World ROM

Le New World ROM est un composant de mémoire morte des Macintosh qui n'utilise pas de boîte à outils Macintosh présente sur la ROM mais charge depuis le disque dur dans la mémoire vive la boîte à outils. Tous les Macintosh depuis la sortie de l'iMac en 1998 en sont équipés alors que les modèles qui l'ont précédés utilisent l'Old World ROM.